# 바이 더 씨
《바이 더 씨》(By the Sea)는 2015년 공개된 로맨틱 드라마 영화이다. 안젤리나 졸리가 감독, 제작, 각본을 맡았으며, 남편인 브래드 피트 또한 제작에 참여하였다. 안젤리나 졸리와 브래드 피트는 또한 주인공으로도 출연하고 있다.

## 출연

### 주연
- 브래드 피트
- 안젤리나 졸리

### 조연
- 멜라니 로랑
- 멜빌 푸포
- 닐스 아르스트럽
- 리처드 보링제

## 기타
- 총제작: 크리스 브라이험
- 총제작: 홀리 고라인
- 공동제작: 에이미 허만
- 공동제작: 조셉 P. 라이디
- 미술: 존 허트먼
- 세트: 질 아지스
- 의상: 엘렌 미로닉
- 배역: 에드워드 세이드